# Negu Hurbilak
Negu Hurbilak es una película independiente española de habla euskera de drama de 2023 dirigida por el Colectivo Negu (formado por los directores Ekain Albite, Mikel Ibarguren, Nicolau Mallofré y Adrià Roca), quienes coescribieron el guion junto a Xalba Ramírez. Está protagonizada por Jone Laspiur. Tiene previsto su estreno en cines españoles para el 23 de febrero de 2024, de la mano de Begin Again Films.

## Trama
En 2011, el prolongado conflicto que vive el País Vasco parece llegar a su fin. Una joven (Jone Laspiur) huye con un claro objetivo: cruzar la frontera, porque sabe que eso la podrá llevar lejos de casa, donde ya no está segura. En medio de su huida llega a Zubieta, un pueblo fronterizo donde antiguos mitos y conflictos modernos parecen converger. Escondida en la buhardilla de una de las casas del pueblo, empieza a observar una cotidianidad aparentemente inmóvil como la piedra.

## Reparto
- Jone Laspiur
- Beñardo, Anita, Patita, Markos, Kitxa

## Producción
En enero de 2022, se anunció que la película vasca Negu Hurbilak había comenzado su rodaje en el pueblo navarro de Zubieta, con Jone Laspiur protagonizando la película como única actriz profesional, mientras que el resto del reparto está formado por los habitantes del pueblo. El rodaje fue interrumpido después de invierno de 2022, para después continuar en invierno de 2023 y concluir en la primavera de ese año.

## Lanzamiento y marketing
En julio de 2023, se anunció que Negu Hurbilak tendría su estreno mundial en el Festival Internacional de Cine de Locarno el 9 de agosto de 2023. En octubre de 2023, la distribuidora independiente Begin Again Films anunció que la película sería estrenada en cines el 15 de diciembre de 2023. En diciembre de 2023, se anunció que la película fue atrasada al 23 de febrero de 2024.

## Recepción

### Taquilla
En su primera semana, Negu Hurbilak se estrenó en 22 cines, coincidiendo principalmente con los estrenos de Políticamente incorrectos, Guardianes de la noche: Kimetsu No Yaiba - Rumbo al entrenamiento de los pilares, Guardianes del museo, Horror Park y Secretos de un escándalo, entre otras cintas.

### Crítica
Negu Hurbilak fue aclamada por la crítica. Miguel Martín Maestro de El antepenúltimo mohicano le dio a la película cuatro estrellas de cinco, diciendo que "supone un soplo de aire, si no fresco, al menos novedoso" para el cine español y apreciando que "hay los suficientes vacíos narrativos como para que tenga que ser el espectador quien rellene los huecos y se deje llevar por la eficacia de sus imágenes" y que "[sus directores] saben que juegan con material altamente sensible y susceptible de herir, incluso sin ser visto, pero no por ello rehúyen la mirada humana hacia sus personajes". Arturo Tena de Cine con Ñ dijo que la película "está construida en sí misma como una especie de limbo cinematográfico [...] hecha de imágenes que viven entre la mínima ficción narrativa que presentan [...] y la realidad [...] sobre las que se sostienen" y calificó su planetamiento espacia y estético como "inteligente", concluyendo que "es incómoda desde todos los puntos de vista, pero quizá es tiempo de asumir que habrá que pasar por ciertas incomodidades para seguir avanzando". Giorgia del Don de Cineuropa dijo que la película "no dejará indiferente a nadie", describiendo la historia como "sencilla y terrorífica a partes iguales", apreciando que "opta por centrarse en la angustia, el miedo y la sed de libertad que habitan en su protagonista" y elogiando los planos secuencia como "ligeros pero profundamente melancólicos, parecen vivir y respirar por sí solos, imitando los propios sentimientos de los protagonistas", concluyendo que es "una película rebelde y misteriosa que deja mucho espacio a la interpretación."
Jaime Polo Mínguez de Nueva Tribuna escribió que Negu Hurbilak "se despliega como un minucioso examen de la espera" y que "en un intento valiente, han logrado capturar con maestría la sensación de una espera aparentemente interminable", además de elogiar su matizada visión del conflicto con ETA, diciendo que "ofrece una visión incómoda pero indispensable de las personas que huyeron del País Vasco durante los años de conflicto [...] explora las contradicciones silenciadas que muchos vivieron, los dolores que se esconden detrás de cada decisión, cada elección y cada silencio" y que "representa una introspección valiente y necesaria en los recovecos de un tiempo tumultuoso". Daniel Hernández Hampanera le dio a la película cuatro estrellas de cinco, describiéndola como "una película de cocción lenta que prefiere aproximarse a una narración no convencional centrada en el carácter emocional y sensorial del cine" y apreciando su "vertiente parcialmente documental [...] que puede recordar por su tiempo y composición a la obra de Chantal Akerman", además de elogiar las actuaciones de Jone Laspiur y de los actores no profesionales que habitan Zubieta, concluyendo que la película es "un importante reflejo cinematográfico del silencio y dolor del pueblo vasco tras el conflicto de ETA". Pedro de Frutos de El Ónfalos le dio a la película un 4.9 de 10 en una de las pocas reseñas negativas de la película, describiéndola como "una propuesta intimista" y "una espera encapsulada en la quietud, que se refrenda con los planos de un paraje inmóvil, vigilante y eterno", concluyendo que "se pueden extraer variadas consecuencias de un film que [...] casi siempre es taciturno hasta que llega esa eclosión de la angustia, extremadamente forzada, para que también se despierten nuestros sentimientos dentro de un ramillete de preguntas sin contestar".
Mariona Borrull de 7K escribió que la película "sensibiliza nuestra mirada mientras esperamos. [...] A que pase algo. Lo que sea" y que la película "respira primero la latencia inquieta de quien sabe que algo está por desvelarse, [...] Y luego, nos lo enseña. O lo intuimos", además de decir que el cuarteto de directores "se dan de la mano de un reparto de actores naturales, coautores de una película entre el poema y el documental". Daniela Urzola de Caimán también reinvindicó la película como "un retrato silente de lo que no vemos en las noticias: la historia contada por sus personas", además de destacar un "interesante final [que] se adentra en los códigos del costumbrismo, pero aquellos incluso más cercanos al 'folk horror' que al realismo" y en el que "los ruidos de estos ritos plantean una ruptura formal con lo que venimos viendo, hasta que vuelve a inundar el silencio de nuevo". Lucía Roitbarg de la revistar argentina Caligari apreció los "recursos narrativos que intentan decir que a veces la mejor manera de mostrar es no mostrando" de la película y que "la palabra 'esperar' [...] se termina convirtiendo en el leit motiv de esta historia", aunque lamentó que "no es posible para los espectadores que no sienten muy cercana la situación política de estos países generar un diálogo un poco más profundo" con la cinta, concluyendo al final que "este tipo de películas dejan la puerta abierta para seguir reflexionando sobre la historia de estos países que, aunque ya sin armas, mantienen una historia difícil de ser narrada".

### Premios y nominaciones
| Año  | Premio                                            | Categoría                                            | Recipientes   | Resultado | Referencias |
| ---- | ------------------------------------------------- | ---------------------------------------------------- | ------------- | --------- | ----------- |
| 2023 | Festival Internacional de Cine de Locarno de 2023 | Cineastas del presente - Mención especial del jurado | Negu Hurbilak | Ganador   | [ 18 ]      |
| 2023 | Festival Internacional de Cine Márgenes           | Premio del Jurado Joven                              | Negu Hurbilak | Ganador   | [ 19 ]      |